# 索恩 (內華達州)
索恩（英語：Thorne）是位於美國內華達州米納勒爾縣的鬼鎮。

## 歷史
索恩的郵局於1912年設立，其後於1921年停運。

## 地理
索恩所處的海拔為高於海平面1279米（即4196英呎），而該地所採用的時區為UTC-8，即太平洋时区（PST）。同時該地設有夏令時間，為UTC-8調快一小時，即UTC-7（PDT）。